# Tulpar IFV
Tulpar IFV — бойова машина піхоти турецької компанії Otokar з міста Адапазари.
Назва походить від імені крилатого коня у турецькій міфології.

## Історія
На першому етапі замовлено 400 машин для перевірки взаємодії з іншою бронетехнікою Збройних сил Туреччини.